# Liste der Straßen und Plätze in Kiel/Q

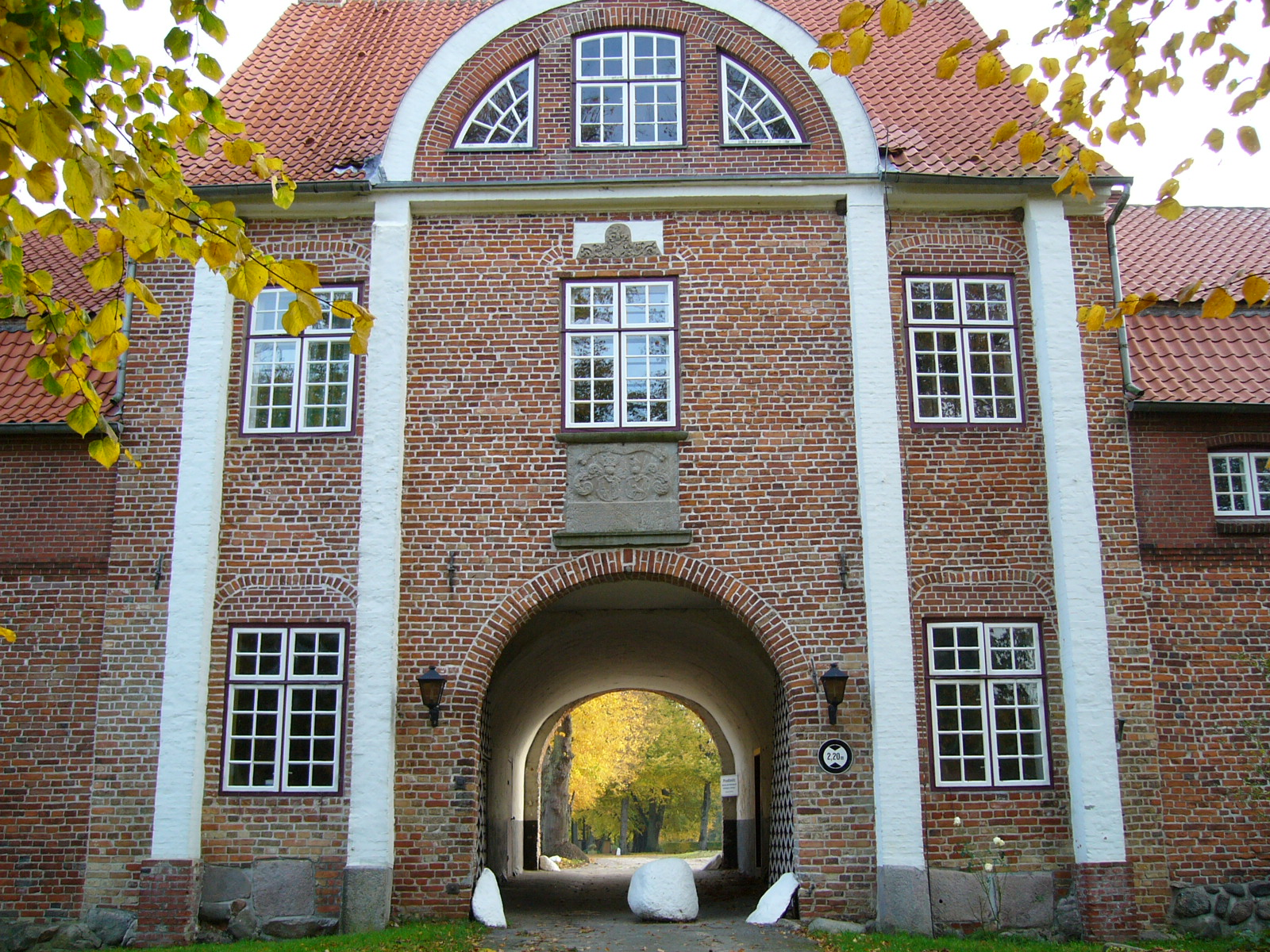
Torhaus des Gutes Quarnbek

Heinrich Irenaeus Quincke

* Quallenweg, Schilksee
1965 als Erschließungsweg im Bereich Langenfelde zwischen Gaffelweg und Behmweg vorgesehen, wegen Änderung des Bebauungsplans wurde der Weg nicht angelegt.
Quarnbeker Straße, Hassee
1911 nach dem adligen Gut Quarnbek benannt.
Querkai, Südfriedhof
2001 wurde der Name festgelegt, neben Ortsbezeichnungen erinnern auch Berufe an die Geschichte des Kai-City Geländes.
Quersack, Kronsburg
1924 nach einer alten Flurbezeichnung festgelegt.
* Querstraße, Gaarden-Ost
1874 im Protokolltext der Gemeinderatssitzung erwähnt, 1880 erstmals im Kieler Adressbuch aufgeführt, 1901 in Raaschstraße umbenannt.
* Querstraße, Vorstadt
1857 erstmals im Kieler Adressbuch aufgeführt, 1952 noch im Kieler Adressbuch als unbewohnt aufgeführt, die Querstraße existiert heute nicht mehr.
Quinckestraße, Wik
1907 als Sigismundstraße angelegt, 1923 nach Heinrich Irenaeus Quincke umbenannt.
Quittenstraße, Neumühlen-Dietrichsdorf
1894 erstmals als Quittenweg im Adressbuch Gaarden-Ost aufgeführt, 1903 wurde der Name Quittenstraße nach dem Flurnamen Quittenkoppel vom Gemeinderat beschlossen.